# Louis Goblet (1823-1863)
Pour les articles homonymes, voir Goblet et Famille Goblet d'Alviella.
Le comte Louis François Magloire Goblet d'Alviella, né le 20 mai 1823 à Tournai et mort le 17 janvier 1863 à Uccle, est un homme politique belge. Il est le fils du général Albert Goblet d'Alviella et le père d'Eugène Goblet d'Alviella.
Louis Goblet fut avocat et secrétaire de légation. Il fut élu député par l'arrondissement de Bruxelles en 1858, en remplacement d'Armand de Perceval, démissionnaire.

## Source
- Exposé de la situation administrative de la Province de Brabant, 1859